# 과학적 발전관

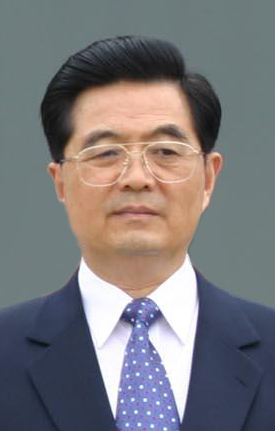
과학적 발전관을 제시한 후진타오 전 중국공산당 총서기

과학적 발전관(중국어 간체자: 科学发展观, 정체자: 科學發展觀, 병음: Kēxué Fāzhǎn Guān 커쉐파잔관[*])은 2002년부터 2012년까지 중국공산당 중앙위원회 총서기을 역임했던 후진타오가 제시한 중국공산당의 정치 이념이다.
과학적 발전관은 "과학적 사회주의, 지속 가능한 발전, 사회 복지, 인문사회주의 사회, 민주주의 증진, 궁극적인 사회주의 조화 사회 건설"이 통합되어 있다. 중국공산당의 공식 성명에 따르면 과학적 발전관은 "마르크스주의와 현대 중국의 현실, 우리 시대의 밑바탕이 되는 특징들을 통합하고 있으며 마르크스주의 세계관과 발전 방법론을 충분히 구현하고 있다."고 설명한다. 또한 중국 정부에서는 과학적 발전관을 "마르크스주의, 마오쩌둥 사상, 덩샤오핑 이론, 삼개대표사상을 계승하고 확장한 이념"이라고 선전했다.

## 이념
과학적 발전관은 그 동안 중국의 내륙 지대를 등한시하면서 부유한 연안 지대에 훨씬 유리했던 불균형한 성장을 바로잡는 데에 중점을 두었다는 점에서 장쩌민 총서기이 제시한 삼개대표사상에서 탈피한 사실을 반영한다. 또한 엘리트보다는 대중에 보다 중점을 둔 것이 특징이기도 하다.

### 본질과 핵심
인문주의는 과학적 발전관의 핵심에 있다. 인민 중심의 개념은 "모든 일의 출발점과 종착점으로 인민의 이익을 위하여 인민들의 다양한 욕구를 지속적으로 충족시키고 인민의 전반적인 발전을 도모하는 것을 의미한다. 여기에는 다음과 같은 4가지의 특별한 양상이 포함된다.
- 경제 발전을 바탕으로 인민의 물질적, 문화적 생활 수준과 건강 수준을 지속적으로 개선한다.
- 시민의 정치적, 경제적, 문화적 권리를 포함한 인권을 존중하고 보호한다.
- 인민들의 이념과 도덕의 질, 과학적이고 문화적인 질, 건강의 질을 지속적으로 개선한다.
- 인민들이 평등하게 발전하고 이들의 지식을 충분히 발휘할 수 있는 사회적 환경을 조성한다.

### 기본적인 요구
"전면적, 협동적, 지속 가능함"은 과학적 발전관의 기본적인 요구이다. 여기에는 다음과 같은 요구 사항이 있다.
- 경제 건설을 중심으로 견지해야 한다.
  - 기회를 포착해서 경제 발전을 가속화시키면서 평온하고 비교적 빠른 경제 발전 추세를 유지한다.
  - 경제 발전을 가속화하여 구조를 최적화하고 질과 효율을 높이는 기초 위에 세워야 한다.
- "5개의 통일된 계획"을 견지해야 한다.
  - 전면적인 도시와 농촌의 발전을 계획한다.
  - 전면적인 지역 발전을 계획한다.
  - 전면적인 경제와 사회 발전을 계획한다.
  - 사람과 자연의 조화로운 발전을 계획한다.
  - 국내 발전과 대외 개방을 계획한다.

후진타오 총서기은 2007년에 열린 제17차 중국공산당 전국대표대회에서 발표한 《과학적 발전관에 관한 보고서》에서 6번째 요구 사항을 추가했다.
- 지속 가능한 발전 요구를 전면적으로 조화시킬 수 있는 변증법적 사고 능력을 증강시킨다.
  - 현재의 발전과 장기적인 발전의 관계를 정확하게 인식하고 처리한다.
  - 국·부의 이익과 전체적인 이익의 관계를 정확하게 인식하고 처리한다.
  - 발전의 균형과 불균형 관계를 정확하게 인식하고 처리한다.
  - 정부와 시장의 관계를 정확하게 인식하고 처리한다.

## 발전
후진타오 총서기은 2003년 4월 15일에 있었던 광둥성 현지 시찰에서 처음으로 "우리는 포괄적인 발전 전망을 견지해야 한다."고 내세웠다. 후진타오 총서기은 2003년 7월 28일에 열린 전국 중증급성호흡기증후군(SARS, 사스) 예방 및 통제 공작 회의에서 "우리는 협동적인 개발, 전방위적인 개발, 지속 가능한 개발이라는 개발 개념을 보다 더욱 견지해야 한다."고 지시하면서 중국공산당의 새로운 사상을 제시했다. 이는 과학적 발전관이라는 용어가 처음 등장한 것으로 여겨졌다.
후진타오 총서기은 2003년 10월 14일에 열린 제16차 중국공산당 중앙위원회 제3차 전원 회의에서 "인민을 기본으로 하고 종합적이고 협동적이며 지속 가능한 발전 개념을 확립하여 경제·사회·인간의 모든 발전을 촉진하는 5가지의 통일된 정책"을 제시했다. 이 회의는 후진타오 총서기의 연설 정신을 최종 결의에 포함시키면서 과학적 발전관의 개념을 확립했고 중국공산당의 통치 이념 가운데 하나로 공식 확립되었다.
중국공산당 중앙위원회는 '성급·부급 주요 지도 간부들의 과학적 발전관 확립 및 이행에 관한 특별 심포지엄'을 신속하게 조직했다. 원자바오 총리는 2004년 2월 29일에는 심포지엄 수료식에서 "과학적 발전관을 확립하고 충실히 이행할 것"을 지시하는 한편 중국공산당을 향해 과학적 발전관을 '통일된 사상' 지위로 격상시킬 것을 요구했다.
후진타오 총서기은 2004년 3월 10일에 열린 중앙인구자원환경공작 좌담회에서 과학적 발전관에 대해 "소강사회 전면 건설이라는 공통의 목표를 달성하고 중국 특색 사회주의의 새로운 국면을 열기 위해서는 "반드시 삼개대표사상의 구현, 제16차 중국공산당 전국대표대회 정신의 관철, 인민을 기본으로 하는 전면적이고 협동적이고 지속 가능한 발전관을 확고히 하여 중국공산당의 집권과 국가의 발전"을 이끌어 나가는 첫 번째 임무를 충실히 수행해야 한다."고 말했다. 과학적 발전관은 2007년 11월 21일에 열린 제17차 중국공산당 전국대표대회에서 중국공산당의 당헌에 수록되었다.
중국공산당 중앙정치국은 2008년 9월 5일에 회의를 열고 2008년 9월부터 1년 반 동안 전당대회를 통해 과학적 발전관을 심도 있게 학습하고 실천하는 활동을 단계적으로 전개하기로 결정했다.
- 제1차 사업: 2008년 9월부터 2009년 2월까지 진행되었다. 여기에는 중앙 기관, 국가 기관, 성(자치구·직할시)의 당정 기관, 전국·성(자치구·직할시)의 인민대표대회·인민정치협상회의 기관, 인민법원, 인민검찰원, 인민단체 기관, 신장생산건설군단 산하 군단, 중앙 금융 기관과 각 지부, 당중앙, 국무원 직속 사업단, 중앙 직속 기관, 중앙 국가 기관, 각 부서가 관리하는 사업단, 성(자치구·직할시) 직속 사업단이 포함된다.
- 제2차 사업: 2009년 3월부터 2009년 8월까지 진행되었다. 여기에는 시(지·주·맹)·현(시·구·기)의 당정 기관, 시(지·주·맹)·현(시·구·기)의 인민대표대회·인민정치협상회의 기관, 인민법원, 인민검찰원, 인민단체 기관, 신장생산건설군단 산하 사단·여단, 중앙 기업, 성(자치구·직할시) 직속 기업, 시(지·주·맹) 직속 기업, 고등학교, 중등전문학교가 포함된다.
- 제3차 사업: 2009년 9월부터 2010년 2월까지 진행되었다. 여기에는 향(진)·가도, 촌·사구, 신장생산건설군단 산하 기초 단위, 중학교, 소학교, 제2차 활동에 참가하지 않은 기업, 사회 단체, 사회 중개 조직 등이 초함된다.[10]

## 유산
후진타오 총서기은 2005년경까지 과학적 발전관을 "그 외의 통일된 주제가 없는 다양한 정책들을 포괄하는 이념"으로 삼았다. 여기에는 농촌 지역 개선, 경제 성장 가속화, 자원의 효율적인 이용 등이 포함되었다. 2018년 3월 11일에 열린 제13차 전국인민대표대회 제1차 회기에서는 후진타오 총서기이 제시한 과학적 발전관, 후진타오의 후임자이기도 한 시진핑 총서기이 제시한 시진핑 신시대 중국 특색 사회주의 사상을 언급한 《중화인민공화국 헌법》 전문 수정안이 채택되었다.